# Isdygn
Isdygn är ett meteorologiskt begrepp som innebär att den högsta temperaturen under ett dygn är under 0 °C.

## Nationellt isdygn
Nationellt isdygn är ett begrepp som uppstått i Sverige och innebär att SMHI:s samtliga dagligrapporterande mätstationer har isdygn samtidigt. Nationella isdygn brukar inträffa några gånger varje vinter. Det har förekommit cirka 270 nationella isdygn från 1961 till den 25 januari 2013. Nationella isdygn uppträder vanligast i februari och utgör tillsammans med januari 80 % av fallen. Det finns bara 14 fall för mars, senast i mars 2006 samt 6 fall i inledningen av mars 1987 och 5 i början av mars 1971. Inget nationellt isdygn har inträffat i november sedan åtminstone 1961.
Under milda vintrar förekommer oftast inga nationella isdygn alls, exempelvis var så fallet vintrarna 1988–1993. Varje år under 2000-talet, förutom 2000 och 2008, har minst ett nationellt isdygn rapporterats varje vinter. På vissa platser i södra Sverige blev det år 2008 inte ens meteorologisk vinter.
Rekordet för konsekutiva nationella isdygn är tio, det inträffade 11–20 februari 1970 och 13–22 februari 1985. 1985 är även det år då flest nationella isdygn har observerats, nämligen 25 stycken. Det kallaste nationella isdygnet inföll den 11 januari  1987 då stationen Ölands södra grund mätte landets högsta temperatur med -8,8 °C.